# Solo due satelliti
Solo due satelliti è un singolo del cantautore italiano Marco Mengoni, pubblicato il 29 aprile 2016 come terzo estratto dal quarto album in studio Le cose che non ho.
Il brano è stato interamente scritto e composto da Giuliano Sangiorgi, frontman dei Negramaro.

## Video musicale
Il videoclip del brano è stato diretto da Antonio Usbergo, Niccolò Celaia e Michael Schermi ed è il terzo capitolo di una trilogia di video dedicata a James Bond dopo Ti ho voluto bene veramente e Parole in circolo.

## Tracce
1. Solo due satelliti – 3:35

## Formazione
Crediti tratti dal libretto di Le cose che non ho:
- Marco Mengoni – voce, tastiera, programmazione, arrangiamento vocale e dei fiati
- Tim Pierce – chitarra elettrica, chitarra acustica
- Peter Cornacchia, Alessandro De Crescenzo – chitarra elettrica
- Sean Hurley, Giovanni Pallotti – basso
- Alex Alessandroni Jr., Jeff Babko – pianoforte, organo Hammond, Fender Rhodes
- Christian "Noochie" Rigano, Michele Canova Iorfida – tastiera, sintetizzatore, programmazione
- Blair Sinta – batteria
- Davide Sollazzi – batteria, pianoforte
- Francesco Minutello – tromba, arrangiamento fiati
- Mattia Dalla Pozza – sassofono, arrangiamento fiati
- Federico Pierantoni – trombone, arrangiamento fiati